# Auäcker
Das Naturschutzgebiet Auäcker befindet sich bei Stühlingen im Landkreis Waldshut.

## Kenndaten
Das Naturschutzgebiet wurde mit Verordnung des Regierungspräsidiums Freiburg vom 19. Juli 1982 ausgewiesen und hat eine Größe von rund 13,5 Hektar. Es wird unter der Schutzgebietsnummer 3.119 geführt. Der CDDA-Code für das Naturschutzgebiet lautet 162254  und entspricht der WDPA-ID.

## Lage
Das Naturschutzgebiet umfasst im Wesentlichen auf den Gemarkungen Grimmelshofen und Weizen den Flusslauf der Wutach (deutscher Teil)  sowie die angrenzenden Auwälder.

## Schutzzweck
Wesentlicher Schutzzweck ist die Erhaltung der Wutach-Aue und des Selden-Grabens als Lebensraum charakteristischer ausgebildeter Auen- und Schluchtwald-Lebensgemeinschaften.

## Arteninventar
Im Naturschutzgebiet Auäcker wurden folgende Arten erfasst:
- Amphibien

Salamandra salamandra (Feuersalamander)
- Vögel

Mergus merganser (Gänsesäger)
- Höhere Pflanzen/Farne

Aconitum lycoctonum subsp. vulparia (Gelber Eisenhut), Aconitum napellus (Blauer Eisenhut), Aquilegia atrata (Schwarze Akelei), Aquilegia vulgaris agg. (Artengruppe Gewöhnliche Akelei), Aruncus dioicus (Wald-Geißbart), Carex humilis (Erd-Segge), Centaurium erythraea (Echtes Tausendgüldenkraut), Cephalanthera damasonium (Weißes Waldvöglein), Cephalanthera longifolia (Schwertblättriges Waldvöglein), Cytisus nigricans (Schwarzwerdender Geißklee), Daphne mezereum (Kellerhals), Epipactis helleborine agg. (Artengruppe Breitblättrige Stendelwurz), Gagea lutea (Wald-Gelbstern), Leucojum vernum (Märzenbecher), Lilium martagon (Türkenbund), Lunaria rediviva (Wildes Silberblatt), Melittis melissophyllum (Immenblatt), Orchis mascula (Stattliches Knabenkraut), Orobanche minor (Kleine Sommerwurz), Orthilia secunda (Nickendes Wintergrün), Peucedanum oreoselinum (Berg-Haarstrang), Primula elatior (Große Schlüsselblume), Primula veris (Arznei-Schlüsselblume), Salix elaeagnos (Lavendel-Weide), Salix myrsinifolia (Schwarz-Weide), Tanacetum corymbosum (Ebensträußige Wucherblume), Trifolium rubens (Purpur-Klee), Ulmus glabra (Berg-Ulme)